# Грюнвалд
Грюнвалд (на немски: Grünwald) е община, вилно предградие на Мюнхен в Горна Бавария. Грюнвалд е една от най-богатите общини на Германия. Има площ от 7,63 км² и 1109 жители (към 31 декември 2011).
Територията около Грюнвалд е заселена още от Бронзовата ера (ок. 2000 – 1000 пр.н.е.). Там по брега на река Изар са живели келти и римляни. Селото Грюнвалд е споменато за пръв път в документ през 1288 г., когато баварският херцог Лудвиг II Строги от фамилията Вителсбахи построява замъка Грюнвалд, в който живее съпругата му Матилда Хабсбургска, майката на император Лудвиг IV Баварски (1282 – 1347), който често я посещава там. В Грюнвалд е роден Лудвиг X (1495 – 1545), херцог на Бавария.
Днешната община Грюнвалд е образувана през 1818 г. От 13 август 1910 г. трамвайна линия (линия 25) свързва Грюнвалд с Мюнхен. През 1919 г. в североизточния му квартал Гайзелгастайг се установява фирмата Бавария филм (площ 370 000 м²). Постепенно в Грюнвалд се заселват богатите и известните. На 17 май 1950 г. Грюнвалд получава своя герб. През 1994 г. Грюнвалд е според статистиката за пръв път най-богатата община на Германия.